# Виталий Кличко — Крис Бёрд
Виталий Кличко — Крис Бёрд — боксёрский двенадцатираундовый поединок за титул чемпиона мира по версии WBO в тяжёлом весе, который принадлежал Виталию Кличко. Бой состоялся 1 апреля 2000 года в Берлине. Поединок проходил с преимуществом Виталия Кличко, но тот травмировал руку и в результате бой завершился победой Криса Бёрда ввиду отказа Виталия Кличко продолжать поединок из-за травмы руки после 9-го раунда.
Бой стал первым поражением в профессиональной карьере Виталия Кличко, который на тот момент имел 27 побед (все были одержаны досрочно). Из-за отказа продолжить бой серьезно пострадала репутация спортсмена. Один из комментаторов, Ларри Мерчант упрекнул его в том, что у него нет чемпионского характера, а американская публика дала ему прозвища — «англ. chicken» (рус. цыпленок) и «англ. chicken Kiev» (рус. котлета по-киевски), которые в разговорном контексте подразумевали слово «трус». По мнению некоторых экспертов и самого Кличко, возобновить репутацию ему удалось только после боя с Ленноксом Льюисом. Неудачный поединок с Бёрдом также нанёс серьезный ущерб здоровью спортсмена, на восстановление которого ушло около восьми месяцев.
14 октября того же года состоялся поединок между младшим братом Виталия, Владимиром Кличко и Крисом Бёрдом, который проводил первую защиту своего титула чемпиона мира по версии WBO. Бой получил название «Месть брата». Этот поединок продлился 12 раундов и завершился победой Кличко-младшего единогласным судейским решением. 22 апреля 2006 года состоялся 2-й бой между Владимиром Кличко и Бёрдом, на кону стоял титул чемпиона мира в тяжелом весе по версии IBF. На этот раз бой продлился 7 раундов и завершился победой Кличко техническим нокаутом.

## Предыстория
26 июня 1999 года Виталий Кличко нокаутировал Херби Хайда и выиграл титул чемпиона мира в тяжелом весе по версии WBO. 9 октября 1999 года он нокаутировал непобеждённого американца Эда Махоуна (21-0-2), а 11 декабря того же года победил другого американца Обеда Салливана (34-5-1). Таким образом, Кличко успел в 1999 году завоевать и дважды защитить титул чемпиона мира.
1 апреля 2000 года Виталий должен был провести третью защиту титула против канадского боксёра-тяжеловеса Донована Раддока (36-5-1). Однако за 8 (по другим данным за 9) дней до боя канадец отказался от его проведения, объяснив это тем, что у него на животе образовался абсцесс.
Вскоре Раддоку была найдена замена в лице американца Криса Бёрда (30-1). Бёрд считался крайне неудобным боксёром: он боксировал в правосторонней стойке, был весьма маневренным и пластичным, у него не было сильного удара. Силовым ударам он предпочитал лёгкие, которых можно было нанести больше, что позволяло выигрывать поединок за счёт нанесённых ударов. Кличко же имел преимущество в силе удара и росте.
Фаворитом в поединке считался Виталий Кличко. Тренер братьев Кличко — Фриц Здунек заявил, что, возможно, многие удары Кличко-старшего не попадут в цель, но если один из апперкотов Виталия дойдет до цели, то поединок завершится нокаутом в пользу его подопечного. Виталий выразил свое уважение Бёрду, высоко оценив его класс. Брат Виталия, Владимир Кличко, высказал опасение, что Виталий не успеет перестроиться за 8 дней под такого оппонента, как Бёрд. Это мнение разделил российский спортивный журналист Александр Беленький. Немецкий тяжеловес Аксель Шульц, спрогнозировал победу украинца, объяснив это его преимуществом в росте, физической мощности и технике ведения боя. Бёрд же заявил, что намерен выиграть поединок, и сравнил себя с Мохаммедом Али.

## Ход боя
Первые раунды выиграл Кличко. Однако ему не удавалось нанести нокаутирующего удара. Виталий постоянно выбрасывал джебы, а Бёрд перемещался по рингу, умело используя защитные действия. Несмотря на то что в первых раундах у Кличко-старшего было очевидное преимущество, он не мог попасть по сопернику силовым ударом. Комментатор канала HBO Ларри Мерчент высмеял Кличко, сравнив его с Франкенштейном. В третьем раунде во время одной из неудачных атак Кличко повредил левую руку.
Уже в 4-м раунде Крис Бёрд почувствовал, что у Кличко травмирована левая рука, и изменил направление и угол своих атак. Виталий, несмотря на травму, продолжал выбрасывать удары левой рукой, однако эти удары потеряли резкость, которая была в начальных раундах. По мнению комментатора Владимира Гендлина-старшего, одной из основных проблем Виталия в этом поединке была его предсказуемость: зачастую он атаковал повторным левым джебом, после чего пробивал апперкот, либо джеб с правой руки. С 5-го раунда американец начал подстраиваться под соперника, он начал чаще «работать в ответе». 
Начиная с 6-го раунда Бёрд стал ощущать себя «хозяином ринга»: его атаки стали всё чаще доходить до цели, а сам он стал практически неуязвимым от попаданий Виталия. В 7-м раунде, заняв центр ринга, Бёрд начал работать первым номером, оттесняя украинца к канатам. По мнению журналиста газеты «Спорт-Экспресс» Ефима Шаинского, в 6—8-м раундах на ринге велось равное противостояние, но Бёрд выглядел более уверенно.
В 9-м раунде Виталию всё же удалось довести до цели силовой удар с правой руки, но Бёрд тут же ответил на него ударом слева, который пришёлся в корпус украинцу. После окончания этого раунда угол Виталия Кличко отказался от дальнейшего продолжения поединка.

### Статистика ударов
| Таблица ударов | Таблица ударов | Таблица ударов |
| -------------- | -------------- | -------------- |
|                | Кличко         | Бёрд           |
| Попаданий      | 61             | 87             |
| Выпущено       | 402            | 187            |

### Судейские записки
| Счёт судейских записок на момент остановки боя | Счёт судейских записок на момент остановки боя | Счёт судейских записок на момент остановки боя | Счёт судейских записок на момент остановки боя | Счёт судейских записок на момент остановки боя | Счёт судейских записок на момент остановки боя |
| Др. Рубен М Гарсия                             | Др. Рубен М Гарсия                             | Мелвина Латан                                  | Мелвина Латан                                  | Иоахим Якобсен                                 | Иоахим Якобсен                                 |
| ---------------------------------------------- | ---------------------------------------------- | ---------------------------------------------- | ---------------------------------------------- | ---------------------------------------------- | ---------------------------------------------- |
| Виталий Кличко                                 | Крис Бёрд                                      | Виталий Кличко                                 | Крис Бёрд                                      | Виталий Кличко                                 | Крис Бёрд                                      |
| 89                                             | 82                                             | 88                                             | 83                                             | 88                                             | 83                                             |

## Андеркарт
В таблице перечислены результаты всех поединков боксёров.
В каждой строке указан результат поединка. Дополнительно номер поединка обозначен цветом, который обозначает итог поединка. Расшифровка обозначений и цветов представлена в нижеследующей таблице.
| Пример | Расшифровка                     |
| ------ | ------------------------------- |
|        | Победа                          |
|        | Ничья                           |
|        | Поражение                       |
|        | Планируемый поединок            |
|        | Поединок признан несостоявшимся |
| КО     | Нокаут                          |
| ТКО    | Технический нокаут              |
| PTS    | Решение судей (по очкам)        |
| UD     | Единогласное решение судей      |
| MD     | Решение большинства судей       |
| SD     | Раздельное решение судей        |
| RTD    | Отказ от продолжения боя        |
| DQ     | Дисквалификация                 |
| NC     | Поединок признан несостоявшимся |

| Боксёр                   | Итог боя  | Боксёр                   | Примечания                                                                              |
| ------------------------ | --------- | ------------------------ | --------------------------------------------------------------------------------------- |
| Виталий Кличко (27-0)    | RTD9 (12) | Крис Бёрд (30-1)         | Бой за титул чемпиона мира в тяжелом весе по версии WBO, 3-я защита Кличко.             |
| Томас Ульрих (16-0)      | KO8 (12)  | Кливленд Нельсон (13-0)  | Бой за вакантный титул интерконтинентального чемпиона в полутяжелом весе по версии WBO. |
| Луан Красничи (13-0)     | PTS6 (6)  | Антуан Палатис (28-11-2) |                                                                                         |
| Юзеф Кубовский (10-38-5) | PTS6 (6)  | Юрки Виерела (17-3-2)    |                                                                                         |
| Юрген Бремер (4-0)       | KO2 (6)   | Роберт Дэвис (4-2-1)     |                                                                                         |
| Золтан Сароссы (10-1-1)  | PTS6 (6)  | Питер Клюге (4-4)        |                                                                                         |
| Марио Вейт (27-0)        | TKO5 (?)  | Гленн Одем (14-16)       |                                                                                         |

## После боя
После боя выяснилось, что у Виталия произошёл отрыв плечевой мышцы левой руки. Сразу после этого он перенёс двухчасовую операцию на руке, а период реабилитации занял восемь месяцев.
Сразу после отказа Виталия продолжать поединок на него обрушился шквал критики. Ларри Мерчент сказал, что у Виталия нет «характера чемпиона». Многие из фанатов бокса, услышавших это, согласились с ним и также начали критиковать Виталия и обвинять его в трусости. 
Ситуация отягощалась тем, что тренер Виталия, Фриц Здунек заявил, что знал о травме своего спортсмена, но остановил поединок именно по просьбе своего боксёра, в то время как Виталий заявил, что именно тренер настоял на прекращении боя. Однако позже Виталий всё же взял на себя ответственность за это решение. Для фанатов стала более приоритетной версия Здунека, так как он был непредвзятым лицом в данной ситуации. В итоге Кличко-старший стал ассоциироваться с человеком, пытающимся переложить свою ответственность на другого. Вскоре после этого американская публика дала ему прозвища — «англ. chicken» (рус. цыпленок) и «англ. chicken Kiev» (рус. котлета по-киевски), которые в разговорном контексте подразумевали слово «трус». 
На протяжении трёх следующих лет отношение к Виталию у публики не менялось. По мнению экспертов и самого Виталия, возобновить репутацию ему удалось только после боя с Ленноксом Льюисом, который состоялся 21 июня 2003 года. По ходу поединка доминировал Виталий Кличко, но в 3-м раунде Льюис нанёс удар, повлекший за собой рассечение, из-за которого после 6 раунда бой был остановлен. Леннокс Льюис одержал победу техническим нокаутом, хотя по очкам на момент остановки боя на всех судейских записках лидировал Виталий Кличко со счётом 58:56.
14 октября 2000 года Крис Бёрд провёл первую защиту титула чемпиона мира по версии WBO. Его соперником стал младший брат Виталия — Владимир (34-1, 31 KO). Этот поединок получил название «Месть брата». Бой проходил с преимуществом Владимира. По ходу боя Бёрд дважды оказывался на настиле ринга в 9-м и 11-м раундах. Поединок завершился победой Кличко-младшего единогласным судейским решением. 22 апреля 2006 года состоялся 2-й бой между Кличко-младшим и Бёрдом, на кону стоял титул чемпиона мира в тяжелом весе по версии IBF, который принадлежал Крису. На этот раз бой продлился 7 раундов и завершился победой Кличко техническим нокаутом.

### Видео
- Виталий Кличко — Крис Бёрд на YouTube. Комментирует Владимир Гендлин-старший. Передача «Большой ринг».